# Cumbia villera
Cumbia villera är en argentinsk variant av cumbia som upstod i kåkstäderna i Buenos Aires ytterområden i slutet av 90-talet. Musikstilen kom att få stort genomslag i samband med den ekonomiska krisen i Argentina 2001-2002. Skillnaden från vanlig cumbia är den mer genomgående användandet av elektroniska instrument, texter med sexistiska inslag eller som beskriver narkotikabruk och kriminalitet.
En förgrundsgestalt inom den argentinska cumbia villera är artisten och producenten Pablo Lescano som startade ett av de första kända banden, Flor de Piedra, och numera leder ett av de kändaste banden inom genren, Damas Gratis.